# Gerhard Exner (Mediziner, 1942)
Gerhard Exner (* 6. Oktober 1941 in Stuhm, Westpreußen; † 6. Juni 2009 in Hamburg) war ein deutscher Chirurg.

## Leben

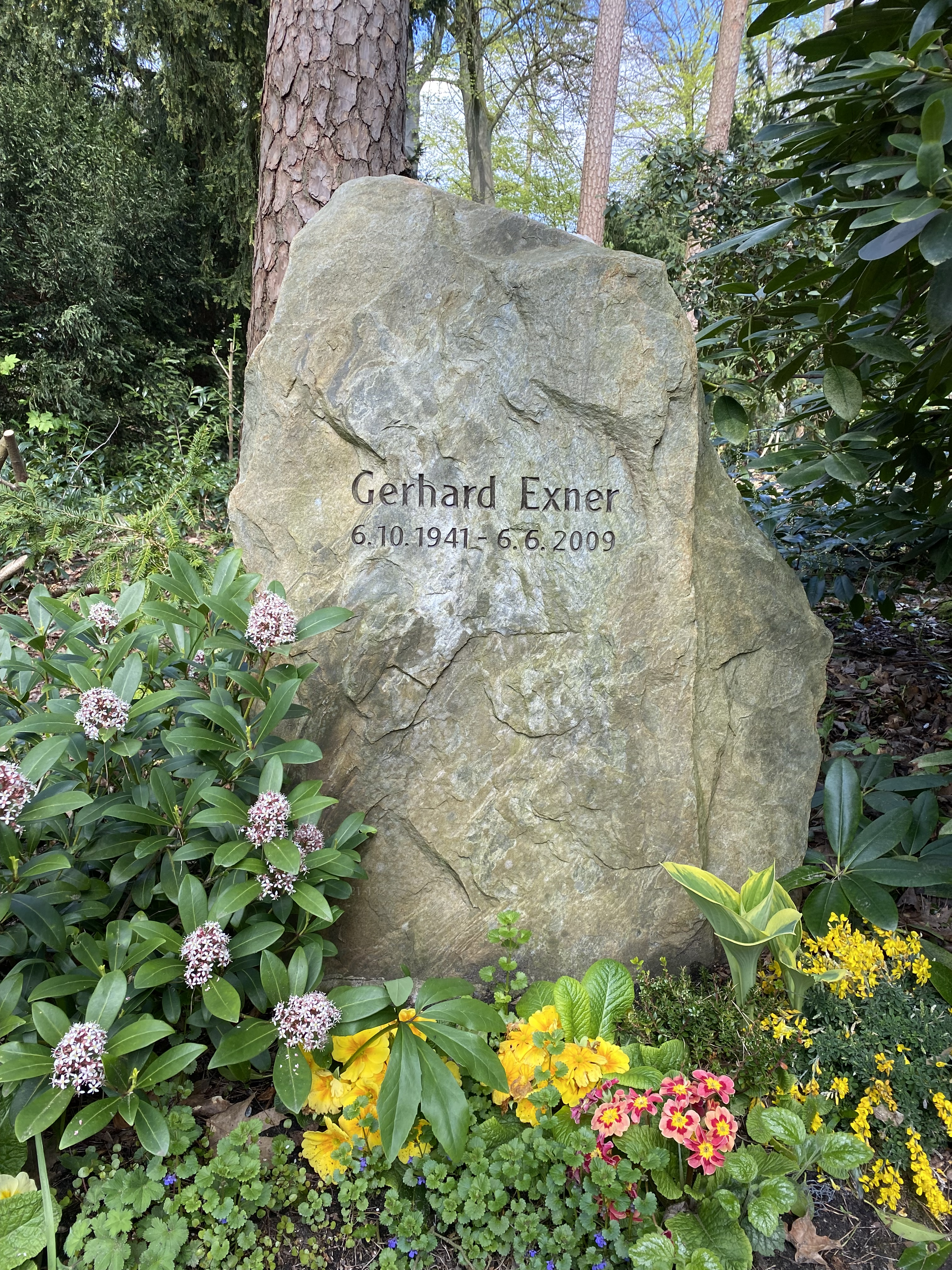
Grabstätte auf dem Friedhof Bergedorf

Ab dem Sommersemester 1962 studierte Exner Medizin an der Philipps-Universität Marburg und der Johannes Gutenberg-Universität Mainz. In Mainz bestand er im Januar 1968 das Staatsexamen. Nach der zweijährigen Medizinalassistentenzeit wurde er am 1. Januar 1970 als Arzt approbiert.
Er durchlief die chirurgische Ausbildung am Elisabethenstift in Darmstadt und am Städtischen Krankenhaus Frankfurt-Hoechst.
Am 18. Dezember 1974 promovierte er in Mainz zum Dr. med. Als Facharzt für Chirurgie (Landesärztekammer Hessen) trat er am 1. Juni 1976 in den Dienst des Berufsgenossenschaftlichen Unfallkrankenhauses Hamburg. Er verschrieb sich der Paraplegiologie und leitete über 30 Jahre die Abteilung für Querschnittlähmungen. Er baute eine Dauerbeatmungsstation auf und setzte sich beim Gesetzgeber erfolgreich dafür ein, dass die Behandlung Querschnittgelähmter nach dem Krankenhausfinanzierungsgesetz weiterhin in flexiblen Tagessätzen statt nach Fallpauschale und Sonderentgelt abgerechnet werden kann.
2006 trat er in den Ruhestand. Die Trauerfeier war in St. Petri und Pauli in Hamburg-Bergedorf. Beigesetzt wurde Gerhard Exner auf dem Friedhof Bergedorf.

## Familie
Gerhard Exner war ein Neffe des Orthopäden Rupprecht Bernbeck. Frau Bernbeck ist die Schwester des Marburger Orthopädie-Ordinarius Gerhard Exner (1915–1992).
Der Ehe entstammen der Zürcher Orthopäde Gerhard Ulrich Exner (* 1944) und der Plastische Chirurg Klaus Exner (* 1947) in Frankfurt am Main.

## Werke
- Symposium „Heutige Krankenpflege bei Querschnittlähmung - Möglichkeiten und Fortschritt in Auftrag und Organisation“, 7. und 8. Juni 1991, Querschnittgelähmten-Zentrum, Berufsgenossenschaftliches Unfallkrankenhaus Hamburg / Veranst.: Berufsgenossenschaftlicher Verein für Heilbehandlung Hamburg e.V., hg. vom Hauptverband der Gewerblichen Berufsgenossenschaften (HVBG), St. Augustin 1993.
- Dekubitus – Vorbeugen und Behandeln. Ein Ratgeber, hg. von der Arbeitsgemeinschaft Spina Bifida und Hydrocephalus e.V., Bundesverband zur Förderung von Personen mit Angeborener Querschnittslähmung (Spina Bifida) und, oder Störung des Gehirnwasserkreislaufs (Hydrocephalus). Dortmund 2003. ISBN 3-934821-03-0.

## Ehrungen
- Ehrenmitglied der Deutschsprachigen Medizinischen Gesellschaft für Paraplegie
- 2006: Verdienstorden der Bundesrepublik Deutschland, Verdienstkreuz am Bande[7][8]